# 琳达霍尔图书馆
琳达霍尔图书馆（英語：Linda Hall Library），是位于美国密苏里州堪萨斯城的一座私人建立的图书馆，主要收藏基础科学与技术方面资料。图书馆建立于1946年，由Hall-Bartlett谷物公司的琳达·霍尔（Linda Hall，1859－1938）和赫伯特·霍尔（Herbert F. Hall，1858－1941）所建立的慈善机构创建。
图书馆最初的馆藏来自收购于美国文理科学院的6万余件收藏。1985年琳达霍尔图书馆收购了富兰克林研究所图书馆中的约600个系列。1995年琳达霍尔图书馆合并了IEEE属下的工程学会图书馆（Engineering Societies Library），获得了36万件收藏。
图书馆现拥有藏书超过200册，包含有图书、期刊、会议记录、技术标准、专利专著、论文等。有超过5万件珍贵的科学史藏品，包括许多科技著作的第一版。馆藏最古老的书籍是1472年印刷的老普林尼的《博物志》。
琳达霍尔图书馆因其丰富的馆藏获得了全球各地学术机构的认可。图书馆向公众免费开放。
图书馆周边为5.7公顷的植物绿地，成为了堪萨斯城中的一个城市公园。